# Mike Disney
Pour les articles homonymes, voir Disney.
Michael John Disney (né à Birmingham, Angleterre le 10 octobre 1937) est un astrophysicien. Il découvrit la contrepartie optique du pulsar du Crabe en 1969.
Il est professeur à l'University of Wales à Cardiff.